# Dīmītrios Salpiggidīs
Dīmītris Salpiggidīs, a volte traslitterato anche come Dimitris Salpingidis (in greco Δημήτρης Σαλπιγγίδης?; Salonicco, 18 agosto 1981), è un ex calciatore greco, di ruolo attaccante.

## Biografia
In passato, prima di dedicarsi all'attività calcistica, era un atleta di lotta greco-romana.

## Caratteristiche tecniche
Ala destra in possesso di una discreta velocità, in grado di agire da attaccante di riferimento della manovra. I ripiegamenti difensivi a supporto della squadra lo rendono prezioso anche in fase di non possesso.

## Carriera

### Club
La sua carriera da professionista iniziò nel 1999 con il prestito al Larissa, con cui disputò 7 partite. L'anno successivo il PAOK, che ne deteneva il cartellino, decise di mandarlo in prestito al Kavala, dove rimase per un biennio. Al termine della stagione 2001-2002 fu capocannoniere della seconda divisione greca. Ritornato al PAOK, fu subito titolare, prima come centrocampista destro e solo successivamente come attaccante. Con la maglia bianconera Salpingidis ha all'attivo 103 presenze in campionato e 50 reti segnate; ereditò anche la fascia di capitano. Nel 2004 ottenne dalla Federazione calcistica greca il permesso di saltare una partita con la Nazionale olimpica per giocare le qualificazioni alla UEFA Champions League, poi perse contro il Maccabi Tel Aviv.
Due anni più tardi fu ceduto al Panathīnaïkos, che pagò al PAOK la cifra di 1,8 milioni di euro più i cartellini di Sándor Torghelle, Kostas Chalarambidis e Athanasios Tsigas. Il 20 agosto 2006, giorno del debutto in campionato con la nuova maglia, siglò una tripletta nella vittoria per 1-4 ottenuta contro l'Egaleo. A partire dal 2008 è capitano della squadra.
Il 16 giugno 2010 il Paok ne annuncia il tesseramento a parametro zero per quattro stagioni. Il 24 agosto 2015 rescinde consensualmente il contratto che lo legava alla società greca.

### Nazionale
Debuttò con la nazionale maggiore il 18 agosto 2005 nella partita contro il Belgio. Ha partecipato all'Europeo 2008 in Austria e Svizzera.
Il 18 novembre segna il gol dell'1-0 contro l'Ucraina garantendo alla sua nazione di qualificarsi per il mondiale in Sudafrica 2010. Nella seconda giornata della massima competizione iridata mette a segno il primo gol di sempre in un campionato mondiale di calcio per la sua nazionale, il 17 giugno 2010 nella partita contro la Nigeria.
L'8 giugno 2012 esordisce agli Europei nella sfida inaugurale contro la Polonia (1-1) subentrando al 46' a Sōtīrīs Ninīs e realizzando cinque minuti dopo la rete del pareggio. Contro la Germania ai quarti realizza su calcio di rigore la rete del definitivo 4-2, un risultato che condanna la Grecia a lasciare l'Europeo.

## Statistiche

### Presenze e reti nei club
Statistiche aggiornate al 16 luglio 2015.
| Stagione             | Squadra              | Campionato           | Campionato | Campionato | Coppe nazionali | Coppe nazionali | Coppe nazionali | Coppe continentali | Coppe continentali | Coppe continentali | Altre coppe | Altre coppe | Altre coppe | Totale | Totale |
| Stagione             | Squadra              | Comp                 | Pres       | Reti       | Comp            | Pres            | Reti            | Comp               | Pres               | Reti               | Comp        | Pres        | Reti        | Pres   | Reti   |
| -------------------- | -------------------- | -------------------- | ---------- | ---------- | --------------- | --------------- | --------------- | ------------------ | ------------------ | ------------------ | ----------- | ----------- | ----------- | ------ | ------ |
| 2002-2003            | PAOK                 | AE                   | 15         | 3          | CG              | 4               | 2               | CU                 | 4                  | 1                  | -           | -           | -           | 23     | 6      |
| 2003-2004            | PAOK                 | AE                   | 29         | 16         | CG              | 4               | 2               | CU                 | 4                  | 0                  | -           | -           | -           | 37     | 18     |
| 2004-2005            | PAOK                 | AE                   | 29         | 14         | CG              | 3               | 1               | UCL+CU             | 2+2                | 0+2                | -           | -           | -           | 36     | 17     |
| 2005-2006            | PAOK                 | AE                   | 30         | 17         | CG              | 1               | 0               | CU                 | 6                  | 3                  | -           | -           | -           | 37     | 20     |
| 2006-2007            | Panathinaikos        | SL                   | 27         | 14         | CG              | 6               | 0               | CU                 | 8                  | 3                  | -           | -           | -           | 41     | 17     |
| 2007-2008            | Panathinaikos        | SL                   | 29+1       | 15         | CG              | 1               | 0               | CU                 | 7                  | 4                  | -           | -           | -           | 38     | 19     |
| 2008-2009            | Panathinaikos        | SL                   | 28+6       | 10+2       | CG              | 4               | 0               | UCL                | 12                 | 3                  | -           | -           | -           | 50     | 15     |
| 2009-2010            | Panathinaikos        | SL                   | 28         | 5          | CG              | 4               | 1               | UCL+UEL            | 4+9                | 3+3                | -           | -           | -           | 45     | 12     |
| Totale Panathinaikos | Totale Panathinaikos | Totale Panathinaikos | 112+7      | 44+2       |                 | 15              | 1               |                    | 40                 | 16                 |             | -           | -           | 174    | 63     |
| 2010-2011            | PAOK                 | SL                   | 30+6       | 6+3        | CG              | 6               | 1               | UCL+UEL            | 2+9                | 1+1                | -           | -           | -           | 53     | 12     |
| 2011-2012            | PAOK                 | SL                   | 29+6       | 5+2        | CG              | 3               | 0               | UEL                | 8                  | 3                  | -           | -           | -           | 46     | 10     |
| 2012-2013            | PAOK                 | SL                   | 26+5       | 9+2        | CG              | 7               | 3               | UEL                | 3                  | 0                  | -           | -           | -           | 41     | 14     |
| 2013-2014            | PAOK                 | SL                   | 30+5       | 8+2        | CG              | 4               | 0               | UCL+UEL            | 4+6                | 0+2                | -           | -           | -           | 49     | 12     |
| 2014-2015            | PAOK                 | SL                   | 22         | 3          | CG              | 1               | 0               | UEL                | 8                  | 0                  | -           | -           | -           | 31     | 3      |
| ago. 2015            | PAOK                 | SL                   | 0          | 0          | CG              | 0               | 0               | UEL                | 1                  | 0                  | -           | -           | -           | 1      | 0      |
| Totale PAOK          | Totale PAOK          | Totale PAOK          | 240+22     | 81+9       |                 | 33              | 9               |                    | 59                 | 13                 |             | -           | -           | 354    | 112    |
| Totale carriera      | Totale carriera      | Totale carriera      | 352+29     | 125+11     |                 | 48              | 10              |                    | 99                 | 29                 |             | -           | -           | 528    | 175    |

### Cronologia presenze e reti in nazionale
| Cronologia completa delle presenze e delle reti in nazionale ― Grecia | Cronologia completa delle presenze e delle reti in nazionale ― Grecia | Cronologia completa delle presenze e delle reti in nazionale ― Grecia | Cronologia completa delle presenze e delle reti in nazionale ― Grecia | Cronologia completa delle presenze e delle reti in nazionale ― Grecia | Cronologia completa delle presenze e delle reti in nazionale ― Grecia | Cronologia completa delle presenze e delle reti in nazionale ― Grecia | Cronologia completa delle presenze e delle reti in nazionale ― Grecia |
| Data                                                                  | Città                                                                 | In casa                                                               | Risultato                                                             | Ospiti                                                                | Competizione                                                          | Reti                                                                  | Note                                                                  |
| --------------------------------------------------------------------- | --------------------------------------------------------------------- | --------------------------------------------------------------------- | --------------------------------------------------------------------- | --------------------------------------------------------------------- | --------------------------------------------------------------------- | --------------------------------------------------------------------- | --------------------------------------------------------------------- |
| 17-8-2005                                                             | Bruxelles                                                             | Belgio                                                                | 2 – 0                                                                 | Grecia                                                                | Amichevole                                                            | -                                                                     | 69’                                                                   |
| 8-10-2005                                                             | Copenaghen                                                            | Danimarca                                                             | 1 – 0                                                                 | Grecia                                                                | Qual. Mondiali 2006                                                   | -                                                                     | 46’ 80’                                                               |
| 12-10-2005                                                            | Il Pireo                                                              | Grecia                                                                | 1 – 0                                                                 | Georgia                                                               | Qual. Mondiali 2006                                                   | -                                                                     |                                                                       |
| 16-11-2005                                                            | Il Pireo                                                              | Grecia                                                                | 2 – 1                                                                 | Ungheria                                                              | Amichevole                                                            | -                                                                     | 46’                                                                   |
| 21-1-2006                                                             | Riad                                                                  | Grecia                                                                | 1 – 1                                                                 | Corea del Sud                                                         | Amichevole                                                            | -                                                                     |                                                                       |
| 25-1-2006                                                             | Riad                                                                  | Arabia Saudita                                                        | 1 – 1                                                                 | Grecia                                                                | Amichevole                                                            | -                                                                     |                                                                       |
| 28-2-2006                                                             | Limassol                                                              | Grecia                                                                | 1 – 0                                                                 | Bielorussia                                                           | Amichevole                                                            | -                                                                     | 46’                                                                   |
| 1-3-2006                                                              | Nicosia                                                               | Grecia                                                                | 2 – 0                                                                 | Kazakistan                                                            | Amichevole                                                            | -                                                                     | 46’                                                                   |
| 25-5-2006                                                             | Melbourne                                                             | Australia                                                             | 1 – 0                                                                 | Grecia                                                                | Amichevole                                                            | -                                                                     | 46’                                                                   |
| 16-8-2006                                                             | Manchester                                                            | Inghilterra                                                           | 4 – 0                                                                 | Grecia                                                                | Amichevole                                                            | -                                                                     | 46’                                                                   |
| 2-9-2006                                                              | Chișinău                                                              | Moldavia                                                              | 0 – 1                                                                 | Grecia                                                                | Qual. Euro 2008                                                       | -                                                                     | 46’                                                                   |
| 28-3-2007                                                             | Ta' Qali                                                              | Malta                                                                 | 0 – 1                                                                 | Grecia                                                                | Qual. Euro 2008                                                       | -                                                                     | 29’ 64’                                                               |
| 22-8-2007                                                             | Salonicco                                                             | Grecia                                                                | 2 – 3                                                                 | Spagna                                                                | Amichevole                                                            | -                                                                     |                                                                       |
| 12-9-2007                                                             | Oslo                                                                  | Norvegia                                                              | 2 – 2                                                                 | Grecia                                                                | Qual. Euro 2008                                                       | -                                                                     | 46’                                                                   |
| 21-11-2007                                                            | Budapest                                                              | Ungheria                                                              | 1 – 2                                                                 | Grecia                                                                | Qual. Euro 2008                                                       | -                                                                     |                                                                       |
| 5-2-2008                                                              | Nicosia                                                               | Grecia                                                                | 1 – 0                                                                 | Rep. Ceca                                                             | Amichevole                                                            | 1                                                                     | 46’                                                                   |
| 6-2-2008                                                              | Nicosia                                                               | Finlandia                                                             | 1 – 2                                                                 | Grecia                                                                | Amichevole                                                            | -                                                                     | 46’                                                                   |
| 26-3-2008                                                             | Düsseldorf                                                            | Grecia                                                                | 2 – 1                                                                 | Portogallo                                                            | Amichevole                                                            | -                                                                     | 68’                                                                   |
| 19-5-2008                                                             | Patrasso                                                              | Grecia                                                                | 2 – 0                                                                 | Cipro                                                                 | Amichevole                                                            | -                                                                     | 46’                                                                   |
| 1-6-2008                                                              | Offenbach am Main                                                     | Grecia                                                                | 0 – 0                                                                 | Armenia                                                               | Amichevole                                                            | -                                                                     | 46’                                                                   |
| 18-6-2008                                                             | Salisburgo                                                            | Grecia                                                                | 1 – 2                                                                 | Spagna                                                                | Euro 2008 - 1º turno                                                  | -                                                                     | 86’                                                                   |
| 20-8-2008                                                             | Bratislava                                                            | Slovacchia                                                            | 0 – 2                                                                 | Grecia                                                                | Amichevole                                                            | -                                                                     | 73’                                                                   |
| 6-9-2008                                                              | Lussemburgo                                                           | Lussemburgo                                                           | 0 – 3                                                                 | Grecia                                                                | Qual. Mondiali 2010                                                   | -                                                                     | 46’                                                                   |
| 10-9-2008                                                             | Riga                                                                  | Lettonia                                                              | 0 – 2                                                                 | Grecia                                                                | Qual. Mondiali 2010                                                   | -                                                                     | 77’                                                                   |
| 11-10-2008                                                            | Atene                                                                 | Grecia                                                                | 3 – 0                                                                 | Moldavia                                                              | Qual. Mondiali 2010                                                   | -                                                                     | 46’                                                                   |
| 19-11-2008                                                            | Il Pireo                                                              | Grecia                                                                | 1 – 1                                                                 | Italia                                                                | Amichevole                                                            | -                                                                     | 88’                                                                   |
| 1-4-2009                                                              | Candia                                                                | Grecia                                                                | 2 – 1                                                                 | Israele                                                               | Qual. Mondiali 2010                                                   | 1                                                                     |                                                                       |
| 12-8-2009                                                             | Bydgoszcz                                                             | Polonia                                                               | 2 – 0                                                                 | Grecia                                                                | Amichevole                                                            | -                                                                     | 46’                                                                   |
| 5-9-2009                                                              | Basilea                                                               | Svizzera                                                              | 2 – 0                                                                 | Grecia                                                                | Qual. Mondiali 2010                                                   | -                                                                     | 46’                                                                   |
| 10-10-2009                                                            | Atene                                                                 | Grecia                                                                | 5 – 2                                                                 | Lettonia                                                              | Qual. Mondiali 2010                                                   | -                                                                     | 46’                                                                   |
| 14-10-2009                                                            | Atene                                                                 | Grecia                                                                | 2 – 1                                                                 | Lussemburgo                                                           | Qual. Mondiali 2010                                                   | -                                                                     |                                                                       |
| 14-11-2009                                                            | Atene                                                                 | Grecia                                                                | 0 – 0                                                                 | Ucraina                                                               | Qual. Mondiali 2010                                                   | -                                                                     | 71’                                                                   |
| 18-11-2009                                                            | Donec'k                                                               | Ucraina                                                               | 0 – 1                                                                 | Grecia                                                                | Qual. Mondiali 2010                                                   | 1                                                                     |                                                                       |
| 3-3-2010                                                              | Volos                                                                 | Grecia                                                                | 0 – 2                                                                 | Senegal                                                               | Amichevole                                                            | -                                                                     | 46’ 90’                                                               |
| 25-5-2010                                                             | Altach                                                                | Grecia                                                                | 2 – 2                                                                 | Corea del Nord                                                        | Amichevole                                                            | -                                                                     |                                                                       |
| 2-6-2010                                                              | San Gallo                                                             | Paraguay                                                              | 2 – 0                                                                 | Grecia                                                                | Amichevole                                                            | -                                                                     | 46’                                                                   |
| 12-6-2010                                                             | Port Elizabeth                                                        | Corea del Sud                                                         | 2 – 0                                                                 | Grecia                                                                | Mondiali 2010 - 1º turno                                              | -                                                                     | 59’                                                                   |
| 17-6-2010                                                             | Bloemfontein                                                          | Grecia                                                                | 2 – 1                                                                 | Nigeria                                                               | Mondiali 2010 - 1º turno                                              | 1                                                                     |                                                                       |
| 11-8-2010                                                             | Belgrado                                                              | Serbia                                                                | 0 – 1                                                                 | Grecia                                                                | Amichevole                                                            | 1                                                                     |                                                                       |
| 3-9-2010                                                              | Atene                                                                 | Grecia                                                                | 1 – 1                                                                 | Georgia                                                               | Qual. Euro 2012                                                       | -                                                                     |                                                                       |
| 7-9-2010                                                              | Zagabria                                                              | Croazia                                                               | 0 – 0                                                                 | Grecia                                                                | Qual. Euro 2012                                                       | -                                                                     | 59’                                                                   |
| 8-10-2010                                                             | Atene                                                                 | Grecia                                                                | 1 – 0                                                                 | Lettonia                                                              | Qual. Euro 2012                                                       | -                                                                     | 77’                                                                   |
| 12-10-2010                                                            | Atene                                                                 | Grecia                                                                | 2 – 1                                                                 | Israele                                                               | Qual. Euro 2012                                                       | 1                                                                     | 87’                                                                   |
| 17-11-2010                                                            | Vienna                                                                | Austria                                                               | 1 – 2                                                                 | Grecia                                                                | Amichevole                                                            | -                                                                     | 71’                                                                   |
| 9-2-2011                                                              | Larissa                                                               | Grecia                                                                | 1 – 0                                                                 | Canada                                                                | Amichevole                                                            | -                                                                     | 46’                                                                   |
| 26-3-2011                                                             | Attard                                                                | Malta                                                                 | 0 – 1                                                                 | Grecia                                                                | Qual. Euro 2012                                                       | -                                                                     | 61’                                                                   |
| 29-3-2011                                                             | Atene                                                                 | Grecia                                                                | 0 – 0                                                                 | Polonia                                                               | Amichevole                                                            | -                                                                     | 76’                                                                   |
| 4-6-2011                                                              | Atene                                                                 | Grecia                                                                | 3 – 1                                                                 | Malta                                                                 | Qual. Euro 2012                                                       | -                                                                     | 89’                                                                   |
| 2-9-2011                                                              | Ramat Gan                                                             | Israele                                                               | 0 – 1                                                                 | Grecia                                                                | Qual. Euro 2012                                                       | -                                                                     | 75’ 84’                                                               |
| 6-9-2011                                                              | Riga                                                                  | Lettonia                                                              | 1 – 1                                                                 | Grecia                                                                | Qual. Euro 2012                                                       | -                                                                     |                                                                       |
| 7-10-2011                                                             | Atene                                                                 | Grecia                                                                | 2 – 0                                                                 | Croazia                                                               | Qual. Euro 2012                                                       | -                                                                     |                                                                       |
| 11-10-2011                                                            | Tbilisi                                                               | Georgia                                                               | 1 – 2                                                                 | Grecia                                                                | Qual. Euro 2012                                                       | -                                                                     | 68’                                                                   |
| 11-11-2011                                                            | Il Pireo                                                              | Grecia                                                                | 1 – 1                                                                 | Russia                                                                | Amichevole                                                            | -                                                                     | 68’                                                                   |
| 15-11-2011                                                            | Altach                                                                | Grecia                                                                | 1 – 3                                                                 | Romania                                                               | Amichevole                                                            | -                                                                     | 77’                                                                   |
| 29-2-2012                                                             | Candia                                                                | Grecia                                                                | 1 – 1                                                                 | Belgio                                                                | Amichevole                                                            | 1                                                                     | 46’                                                                   |
| 31-5-2012                                                             | Kufstein                                                              | Armenia                                                               | 0 – 1                                                                 | Grecia                                                                | Amichevole                                                            | -                                                                     | 85’                                                                   |
| 8-6-2012                                                              | Varsavia                                                              | Polonia                                                               | 1 – 1                                                                 | Grecia                                                                | Euro 2012 - 1º turno                                                  | 1                                                                     | 46’                                                                   |
| 12-6-2012                                                             | Breslavia                                                             | Rep. Ceca                                                             | 2 – 1                                                                 | Grecia                                                                | Euro 2012 - 1º turno                                                  | -                                                                     | 57’                                                                   |
| 16-6-2012                                                             | Varsavia                                                              | Grecia                                                                | 1 – 0                                                                 | Russia                                                                | Euro 2012 - 1º turno                                                  | -                                                                     | 83’                                                                   |
| 22-6-2012                                                             | Danzica                                                               | Germania                                                              | 4 – 2                                                                 | Grecia                                                                | Euro 2012 - Quarti di finale                                          | 1                                                                     |                                                                       |
| 15-8-2012                                                             | Oslo                                                                  | Norvegia                                                              | 2 – 3                                                                 | Grecia                                                                | Amichevole                                                            | -                                                                     | 69’                                                                   |
| 12-10-2012                                                            | Il Pireo                                                              | Grecia                                                                | 0 – 0                                                                 | Bosnia ed Erzegovina                                                  | Qual. Mondiali 2014                                                   | -                                                                     | 57’                                                                   |
| 16-10-2012                                                            | Bratislava                                                            | Slovacchia                                                            | 0 – 1                                                                 | Grecia                                                                | Qual. Mondiali 2014                                                   | 1                                                                     | 90+3’                                                                 |
| 14-11-2012                                                            | Dublino                                                               | Irlanda                                                               | 0 – 1                                                                 | Grecia                                                                | Amichevole                                                            | -                                                                     | 46’                                                                   |
| 6-2-2013                                                              | Il Pireo                                                              | Grecia                                                                | 0 – 0                                                                 | Svizzera                                                              | Amichevole                                                            | -                                                                     | 70’                                                                   |
| 22-3-2013                                                             | Zenica                                                                | Bosnia ed Erzegovina                                                  | 3 – 1                                                                 | Grecia                                                                | Qual. Mondiali 2014                                                   | -                                                                     | 73’                                                                   |
| 7-6-2013                                                              | Vilnius                                                               | Lituania                                                              | 0 – 1                                                                 | Grecia                                                                | Qual. Mondiali 2014                                                   | -                                                                     | 65’ 78’                                                               |
| 10-9-2013                                                             | Il Pireo                                                              | Grecia                                                                | 1 – 0                                                                 | Lettonia                                                              | Qual. Mondiali 2014                                                   | 1                                                                     | 64’                                                                   |
| 11-10-2013                                                            | Il Pireo                                                              | Grecia                                                                | 1 – 0                                                                 | Slovacchia                                                            | Qual. Mondiali 2014                                                   | -                                                                     | cap. 76’                                                              |
| 15-10-2013                                                            | Il Pireo                                                              | Grecia                                                                | 2 – 0                                                                 | Liechtenstein                                                         | Qual. Mondiali 2014                                                   | 1                                                                     | 52’                                                                   |
| 15-11-2013                                                            | Atene                                                                 | Grecia                                                                | 3 – 1                                                                 | Romania                                                               | Qual. Mondiali 2014                                                   | 1                                                                     |                                                                       |
| 19-11-2013                                                            | Bucarest                                                              | Romania                                                               | 1 – 1                                                                 | Grecia                                                                | Qual. Mondiali 2014                                                   | -                                                                     |                                                                       |
| 5-3-2014                                                              | Atene                                                                 | Grecia                                                                | 0 – 2                                                                 | Corea del Sud                                                         | Amichevole                                                            | -                                                                     | 46’                                                                   |
| 31-5-2014                                                             | Oeiras                                                                | Portogallo                                                            | 0 – 0                                                                 | Grecia                                                                | Amichevole                                                            | -                                                                     | 63’                                                                   |
| 3-6-2014                                                              | Chester                                                               | Nigeria                                                               | 0 – 0                                                                 | Grecia                                                                | Amichevole                                                            | -                                                                     | 80’                                                                   |
| 6-6-2014                                                              | Harrison                                                              | Bolivia                                                               | 1 – 2                                                                 | Grecia                                                                | Amichevole                                                            | -                                                                     | 59’                                                                   |
| 14-6-2014                                                             | Belo Horizonte                                                        | Colombia                                                              | 3 – 0                                                                 | Grecia                                                                | Mondiali 2014 - 1º turno                                              | -                                                                     | 55’ 57’                                                               |
| 19-6-2014                                                             | Natal                                                                 | Giappone                                                              | 0 – 0                                                                 | Grecia                                                                | Mondiali 2014 - 1º turno                                              | -                                                                     | 81’                                                                   |
| 24-6-2014                                                             | Fortaleza                                                             | Grecia                                                                | 2 – 1                                                                 | Costa d'Avorio                                                        | Mondiali 2014 - 1º turno                                              | -                                                                     |                                                                       |
| 29-6-2014                                                             | Recife                                                                | Grecia                                                                | 1 – 1 dts (3 - 5 dtr)                                                 | Costa Rica                                                            | Mondiali 2014 - Ottavi di finale                                      | -                                                                     | 69’                                                                   |
| 7-9-2014                                                              | Atene                                                                 | Grecia                                                                | 0 – 1                                                                 | Romania                                                               | Qual. Euro 2016                                                       | -                                                                     | cap.                                                                  |
| 14-10-2014                                                            | Atene                                                                 | Grecia                                                                | 0 – 2                                                                 | Irlanda del Nord                                                      | Qual. Euro 2016                                                       | -                                                                     | 67’                                                                   |
| Totale                                                                |                                                                       | Presenze                                                              | 82                                                                    |                                                                       | Reti                                                                  | 13                                                                    |                                                                       |

### Record

#### Con la nazionale greca
- Unico calciatore ad aver segnato una rete sia in un Europeo, che ad un Mondiale.

## Palmarès

### Club

#### Competizioni nazionali
- Coppa di Grecia: 2

PAOK Salonicco: 2002-2003
Panathinaikos: 2009-2010
- Campionato greco: 1

Panathinaikos: 2009-2010

### Individuale
- Capocannoniere della Football League 2 (Grecia): 1

2002-2003 (20 gol)
- Capocannoniere dell'Alpha Ethniki: 1

2005-2006 (17 gol)
- Calciatore greco dell'anno: 2

2008, 2009